# Hyposidra diffusata
Hyposidra diffusata är en fjärilsart som beskrevs av Walker 1866. Hyposidra diffusata ingår i släktet Hyposidra och familjen mätare. Inga underarter finns listade i Catalogue of Life.